# الصناديق الخيرية في القانون الإنجليزي
الصناديق الخيرية في القانون الإنجليزي هي شكل من أشكال التعبير عن الائتمان مكرسة للأهداف الخيرية، وهناك مزايا مختلفة لحالة الصناديق الخيرية، بما في ذلك الإعفاء من معظم أشكال الضرائب والحرية ل الأمناء غير موجود في أنواع أخرى من الصناديق الإنجليزية، لكي يكون صندوقا خيريا صالحا، يجب أن تثبت المنظمة غرضا خيريا ومنفعة عامة منه، تنقسم الأغراض الخيرية المطبقة عادة إلى فئات للمنفعة العامة، بما في ذلك التخفيف من حدة الفقر، وتعزيز التعليم، والنهوض بالصحة وإنقاذ الأرواح، والترويج للدين، وجميع أنواع الصناديق الأخرى المعترف بها بموجب القانون، هناك أيضا شرط أن تفيد أغراض الثقة الجمهور (أو بعض أقسام الجمهور)، وليس مجرد مجموعة من الأفراد.
ستكون مثل هذه الثقة غير صالحة في عدة ظروف؛ ولا يُسمح بإدارة الصناديق الخيرية لتحقيق الربح، ولا يمكن أن يكون لها أغراض غير خيرية (ما لم تكن تابعة للغرض الخيري)، ويعتبر من غير المقبول أن تقوم المؤسسات الخيرية بحملة من أجل التغيير السياسي أو القانوني، على الرغم من أن مناقشة القضايا السياسية بطريقة محايدة أمر مقبول، تتم إدارة الصناديق الخيرية، مثل الصناديق الاستئمانية الأخرى، من قبل الأمناء، ولكن لا توجد علاقة مباشرة بين الأمناء والمستفيدين، وينتج عن ذلك أمرين: أولاً، يتمتع أمناء المؤسسة الخيرية بحرية أكبر في التصرف مقارنة بالأمناء الآخرين.
ثانيًا: لا يستطيع المستفيدون رفع دعوى قضائية ضد الأمناء.
وبدلاً من ذلك، يتم تمثيل المستفيدين من قبل المدعي العام لإنجلترا وويلز بصفتهم آباء الوطن، والذي يمثل نيابة عن التاج البريطاني.
ويتم تقاسم الاختصاص القضائي في النزاعات الخيرية بالتساوي بين محكمة العدل العليا ومفوضية المؤسسات الخيرية، واللجنة باعتبارها نقطة الاتصال الأولى، مكلفة بتنظيم وتعزيز الصناديق الخيرية، فضلا عن تقديم المشورة والآراء للأمناء بشأن المسائل الإدارية، عندما تشعر اللجنة بوجود سوء إدارة، يمكنها فرض عقوبات على الأمناء، أو عزلهم، أو تعيين أمناء جدد، أو الاستيلاء مؤقتًا على الممتلكات الائتمانية نفسها لمنع الضرر، وفي حالات وجود عيوب في مؤسسة خيرية، يمكن للمحكمة العليا توجيه وظيفة المؤسسة الخيرية، أو تغيير غرض المؤسسة الخيرية أو الهبة بالكامل بموجب مبدأ Cy-près.

## النشأة
"أمناء الجمعية الخيرية" يعني الشخص الذي يتولى الرقابة العامة على المؤسسة الخيرية وإدارتها..
"الأمانات" فيما يتعلق بالجمعية الخيرية تعني الأحكام التي تحددها كجمعية خيرية وتنظم أغراضها وإدارتها، سواء كانت هذه الأحكام نافذة أم لا باعتبارها ثقة أم لا، وفيما يتعلق بالمؤسسات الأخرى لها معنى مماثل.
كونها شكلاً من أشكال الصناديق الصريحة، تخضع الصناديق الخيرية لإجراءات معينة، بالإضافة إلى متطلبات اليقينيات الثلاثة، أثناء إنشائها، وتختلف هذه المتطلبات اعتمادًا على ما إذا كانت الهبة التي تؤسس الثقة تُمنح أثناء الحياة، أو بعد الموت، أو تتعلق بالأرض، في حالة الهبة المقدمة بعد الوفاة من خلال وصية، يجب أن تلتزم الوصية بالقسم 9 من قانون الوصايا لعام 1837، الذي ينص على أن تكون الوصية مكتوبة وموقعة من قبل الموصي (أو أي شخص آخر حاضر، باتباع تعليمات الموصي)، وينبغي أن يكون واضحاً أن الموصي قصد أن تكون الوصية نافذة، ويجب أن يتم التوقيع أو الإقرار به من شاهدين أو أكثر، وعندما يتم استيفاء جميع هذه الشروط، تصبح الوصية وثيقة صالحة، مما يسمح بتكوين الأمانة الخيرية، وعندما تتعلق الهبة بالأرض ويتم تقديمها خلال حياة المتبرع، يجب أن تتوافق مع المادة 53 (1) (ب) من قانون قانون الملكية لعام 1925، مما يستلزم توثيق الاتفاقية كتابيًا وتوقيعها من قبل المتبرع، في الحالات التي تتضمن فيها الهبةملكية شخصية ويتم إجراؤها بين الأحياء، لا توجد شروط مسبقة رسمية؛ ويكفي الإعلان الشفهي لتأسيس الصندوق، بمجرد إنشاء الصندوق الخيري بشكل صحيح، مثل جميع الصناديق الاستئمانية الصريحة، يصبح غير قابل للإلغاء ما لم تسمح أداة الصندوق صراحةً بمثل هذا الإلغاء.

## مزايا الوضع الخيري
هناك مجموعة متنوعة من المزايا للوضع الخيري، ضمن قانون الصناديق الاستئمانية الإنجليزي، فإن الصندوق الائتماني السريع القياسي له علاقة بين الأمناء والمستفيدين؛ ولا ينطبق هذا على الصناديق الخيرية، ويرجع ذلك جزئيًا إلى التعريف الخاص للوصي المستخدم وجزئيًا لأنه لا يوجد مستفيدون فرديون محددون في الصندوق الخيري، وبدلاً من ذلك، يرفع المدعي العام في إنجلترا وويلز دعوى قضائية نيابة عن المستفيدين لفرض صندوق خيري، وبسبب هذا الافتقار إلى العلاقة، فإن صلاحيات الأمناء أوسع نطاقًا بكثير، ولا يتم تنظيمها إلا من قبل لجنة الأعمال الخيرية والإجراءات المرفوعة من قبل المدعي العام؛ المستفيدون ليس لديهم سيطرة مباشرة، وتُعفى الصناديق الخيرية من العديد من الإجراءات الشكلية عند إنشائها، بما في ذلك القاعدة ضد الأبدية، ولا يُطلب من الأمناء أيضًا التصرف بالإجماع، بل بالأغلبية فقط.
يمنح قانون الضرائب أيضًا إعفاءات خاصة للصناديق الخيرية، وهي معفاة من ضريبة الدخل التي يدفعها الأفراد والشركات، وكذلك ضريبة الشركات التي تدفعها الجمعيات المدمجة وغير المسجلة، لا يوجد أي شرط على المؤسسات الخيرية بدفع ضريبة أرباح رأس المال أو ضريبة المجلس، على الرغم من أنها ملزمة بدفع ضريبة القيمة المضافة، ولا ينطبق هذا التحرر من المسؤولية الضريبية على المؤسسات الخيرية فحسب، بل ينطبق أيضًا على الأشخاص الذين يتبرعون لها، الأفراد الذين يتبرعون عبر Gift Aid معفون من دفع الضرائب على هذا المبلغ، بينما يمكن للشركات التي تقدم الهدايا للجمعيات الخيرية المطالبة بالضريبة على المبلغ المسترد.

## تعريفات
يختلف تعريف الوصي والصندوق الاستئماني داخل الصناديق الخيرية اختلافًا كبيرًا عن القاعدة، على وجه الخصوص، وفقًا لقانون المؤسسات الخيرية لعام 1993 (المادة 37):
لأغراض قانون إنجلترا وويلز، تعني كلمة "مؤسسة خيرية" مؤسسة
- تم تأسيسها لأغراض خيرية فقط.
- وتخضع لرقابة المحكمة العليا في ممارسة اختصاصها فيما يتعلق بالجمعيات الخيرية.[7]

لا يوجد تعريف قانوني لماهية المؤسسة الخيرية؛ وبدلاً من ذلك يتم التعامل معها بطريقة ملتوية، ينص قانون المؤسسات الخيرية لعام 2006 في المادة 1 (1) على ما يلي:
قد تكون هناك صدقة طيبة لإغاثة أشخاص ليسوا في حاجة ماسة أو عوز مطلق... لكن الإغاثة تدل على حاجة من نوع ما، إما حاجة إلى مسكن، أو إلى وسيلة لتوفير حاجة ما أو ضرورة، وليس مجرد تسلية، مهما كانت صحية.

## غرض خيري

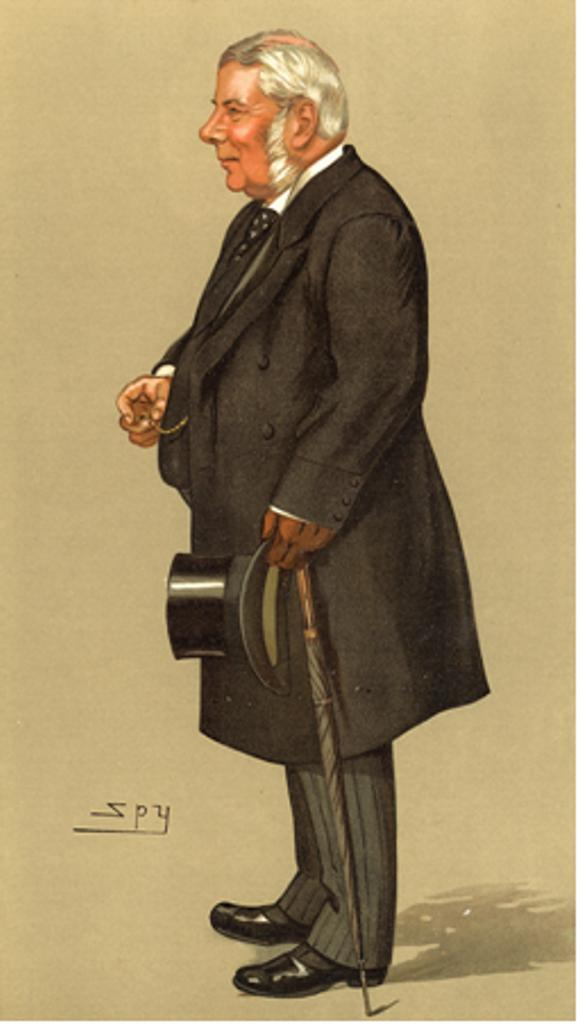
اللورد ماكناغتن ، الذي وضع التصنيف القياسي للصناديق الخيرية في قضية IRC v Pemsel.

تم العثور على التعريف الأول "للغرض الخيري" في ديباجة قانون الاستخدامات الخيرية لعام 1601، وتم تحديد التصنيف القياسي (نظرًا لأن جميع المحاولات السابقة لوضعه في كتب التشريعات كانت "مرهقة بشكل غير مبرر") من قبل اللورد ماكناغتن في قضية آي آر سي ضد بيمسيل [الإنجليزية]، حيث قال أن "الأعمال الخيرية بمعناها القانوني تتكون من أربعة أقسام رئيسية: الصناديق الاستئمانية لتخفيف حدة الفقر، والصناديق الاستئمانية للنهوض بالتعليم، والصناديق الاستئمانية للنهوض بالدين، والصناديق الاستئمانية لأغراض أخرى مفيدة للمجتمع"، تم توسيع هذا "الغرض الخيري" في المادة 2 (2) من قانون المؤسسات الخيرية لعام 2006 ، لكن فئات Macnaghten لا تزال تستخدم على نطاق واسع.
يجب أن تكون الصناديق الاستئمانية أيضًا من أجل "المنفعة العامة"، وهو الأمر الذي تم بحثه مطولًا في قضية أوبنهايم ضد صندوق الأوراق المالية للتبغ [الإنجليزية]. تم إنشاء صندوق لصالح أبناء الموظفين والموظفين السابقين في شركة بريتيش أمريكان توباكو، وكان عددهم كبيرًا؛ بلغ إجمالي عدد الموظفين أكثر من 110.000، ووجد مجلس اللوردات أن الحجم لم يكن هو المشكلة؛ لم يتم احتساب المجموعة كقسم من الجمهور بسبب "العلاقة الشخصية" أو العلاقة المشتركة بين المستوطنين (شركة التبغ البريطانية الأمريكية) والمستفيدين، وإن طبيعة الصناديق الخيرية تعني أن تعريف "المنفعة العامة" يختلف بين فئات ماكناغتن الأربع.

### الفقر
نص قانون 1601 على أن الجمعيات الخيرية لصالح "المسنين والعجزة والفقراء" لها غرض مناسب؛ من المقبول أن تظهر هذه بشكل فردي، وليس من الضروري أن تكون الصدقة لصالح الفقراء والعجزة وكبار السن لتكون صحيحة، بل يجب أن تكون لصالح واحد منهم فقط، "الفقر" مصطلح شخصي، وفي كتاب ري كولثرست [الإنجليزية]، أشار السير ريموند إيفرشيد إلى أنه ينبغي التعامل معه على هذا النحو؛ "الفقر، بطبيعة الحال، لا يعني العوز.. إنما [يعني] الأشخاص الذين يتعين عليهم "البيع على المكشوف" ويجب إيلاء الاعتبار لوضعهم في الحياة، ويبدو أن هذا يشير إلى أن المليونير الذي يخسر نصف دخله يمكن اعتباره "فقيراً"، لأنه غير قادر على ممارسة نمط الحياة الذي اعتاد عليه، وتم وضع بعض القيود على هذا الشرط من قبل اللورد سيموندز في قضية IRC ضد Baddeley [الإنجليزية] ،  حيث كتب ما يلي:
يجب أن تستخدم كلمة التعليم بمعنى واسع، ويمتد بالتأكيد إلى ما هو أبعد من التدريس، والشرط هو أنه لكي يكون البحث خيريًا، يجب إما أن يكون ذا قيمة تعليمية للباحث أو يجب أن يكون موجهًا بحيث يؤدي إلى شيء من شأنه أن يؤدي إلى نتائج إيجابية، تمر إلى مخزن المواد التعليمية، أو لتحسين مجموع المعرفة القابلة للنقل في المنطقة التي يجب أن يغطيها التعليم - ويمتد التعليم في هذا السياق الأخير إلى تكوين الذوق الأدبي والتقدير.
إن الهبة التي تخلق الثقة الخيرية، مهما كان تعريف الفقر الذي تقبله المحاكم، يجب أن تكون للفقراء وليس لأي شخص آخر، في Re Gwyon، تم ترك الأموال لتوفير سراويل قصيرة للأطفال في فارنهام، وفي حين أن هذا كان ضروريًا بموجب التعريف القياسي للفقر، فإن الهدية لم تقتصر على الفقراء، بل ذهبت بدلاً من ذلك إلى كل طفل في المنطقة، ونتيجة لذلك، فشلت الثقة.
فئة "الفقر" هي "استثناء رئيسي" لقاعدة العلاقات الشخصية المنصوص عليها في أوبنهايم ضد صندوق توباكو للأوراق المالية [الإنجليزية]. في دينجل ضد تيرنر [الإنجليزية], حيث تم إنشاء صندوق خيري لمساعدة الموظفين الفقراء في دينجل وشركاه، بينما كان جميع المستفيدين مرتبطين بعلاقة شخصية مع ( صاحب العمل)، قضت المحاكم بأن الفقر هو استثناء من حكم أوبنهايم، ويجادل الأكاديميان ريتشارد إدواردز ونايجل ستوكويل بأن هذا يرجع إلى أن السماح بوجود مثل هذه الصناديق يعفي بقية المجتمع من الاضطرار إلى إعالة الفقراء ؛ نتيجة لذلك ، هناك "منفعة عامة" بطريقة أوسع، فقاعدة المنفعة العامة في فئة " الفقر "هي أن" الهدايا للتخفيف من حدة الفقر بين الفقراء ضمن موصفات معينة "خيرية" والهدايا لأشخاص معينين، وتخفيف الفقر هو الدافع وراء الهدية " ليست كذلك.

### التعليم

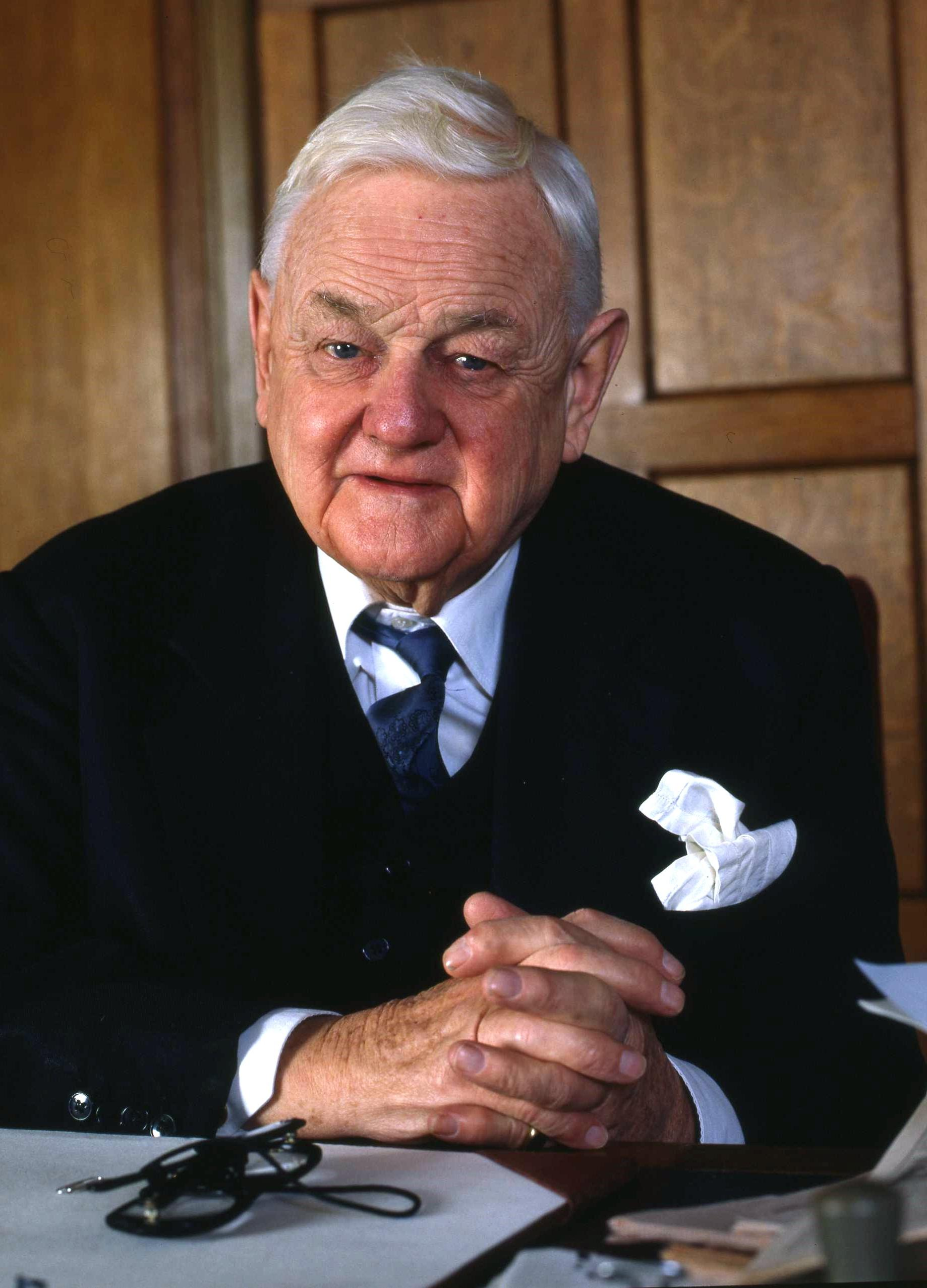
اللورد هيلشام ، الذي حدد مدى "تعليم" الشباب المستخدم في قضايا الثقة الخيرية في قضية IRC ضد McMullen.

كما هو الحال مع الفقر، توجد هذه الفئة أيضًا في ديباجة قانون 1601، والتي تشير إلى الجمعيات الخيرية التي تم تأسيسها من أجل "صيانة مدارس العلم والمدارس المجانية والعلماء في الجامعات”، وقد اعترف القانون العام، على مر السنين، بمجال واسع يغطيه "التعليم". يتضمن ذلك تعليم الشباب، وهي فئة واسعة بشكل خاص، وصفها اللورد هيلشام في قضية IRC ضد McMullen [الإنجليزية]، بأنها "عملية متوازنة ومنهجية للتعليم والتدريب والممارسة تحتوي على عناصر روحية وأخلاقية وعقلية وجسدية"، وعلى الرغم من اتساع نطاق ذلك، إلا أنه يستثني الأشياء التي ترى المحاكم أنها ضارة؛ في Re Shaw, استبعد Harman J مدارس النشالين أو البغايا، ويشمل "التعليم" أيضًا البحث، طالما أن الموضوع مفيد والهدية تتطلب بعض المتطلبات بإتاحة المعلومات للآخرين ونشرها، في ري هوبكنز [الإنجليزية]،  تم تقديم هدية إلى مجتمع فرانسيس بيكون للعثور على دليل على أن مسرحيات ويليام شكسبير كتبها بيكون، اعتبر ويلبرفورس جيه أنها هدية صالحة، لأن "الاكتشاف سيكون ذا قيمة عالية للتاريخ والأدب"، كما ذكر تعريف البحث المطلوب لصحة الهبة:
أولاً: عادةً ما يكون صندوق البحث مؤهلاً ليكون صندوقًا خيريًا، ولكن فقط إذا:
1. كان موضوع البحث المقترح موضوعًا مفيدًا للدراسة.
2. وإذا كان من المتوقع أن المعرفة المكتسبة نتيجة للبحث سيتم نشرها للآخرين.
3. أن يكون الصندوق لصالح الجمهور، أو لقسم مهم من الجمهور بما فيه الكفاية.

ثانياً: وفي حالة عدم وجود مثل هذا السياق المخالف، تميل المحكمة بسهولة إلى تفسير صندوق البحث على أنه يستورد النشر اللاحق لنتائجه، علاوة على ذلك، إذا كان صندوق البحث يشكل صندوقًا صالحًا للنهوض بالتعليم، فليس من الضروري:
- أن تكون العلاقة بين المعلم والتلميذ في حالة دراسة.
- أو أن يستفيد الأشخاص من المعرفة ويجب أن يكون الأشخاص المراد اكتسابهم هو الأشخاص الذين هم بالفعل في طور تلقي التعليم بالمعنى التقليدي.

تم توسيع هذا التعريف بواسطة Slade J في قضية ماكغفرن ضد المدعي العام [الإنجليزية] ، حيث قال:
وبالنسبة للمساعي الفنية، لا يكفي الترويج لمثل هذه الأشياء بشكل عام، لأنها غامضة للغاية، ولكي تكون الهبة خيرية، يجب أن تقتنع المحاكم بأن موضوع التقديم يكون ذا قيمة فنية، ويتضمن ذلك الملحنين المشهورين، كما رأينا أعلاه، والنعم الاجتماعية، وعندما يكون هناك شك، تتجاهل المحاكم آراء المستفيد وتعتمد بدلاً من ذلك على الخبراء، كما هو الحال في ري بينيون [الإنجليزية]، ويغطي قانون المؤسسات الخيرية لعام 2006 هذا المجال، والذي يدرج "النهوض بالمواطنة أو تنمية المجتمع" و"النهوض بالفنون أو الثقافة أو التراث أو العلوم" كأنواع صالحة من الصناديق الخيرية.

### الدِين
ولأغراض هذه الفئة، كان يُنظر إلى "الدين" على أنه يعني الإيمان بقوة أعلى، ولا يشمل المبادئ الأخلاقية أو العقلانية، كما في قضية بومان ضد المجتمع العلماني [الإنجليزية]. ووسع قانون 2006 هذا الأمر، مشيراً إلى أن الدين "يشمل.. دين لا يتضمن الإيمان بإله". يمتد هذا إلى دعم المباني الدينية وأعضاء رجال الدين المرضى أو القدامى، كما في ري فورستر [الإنجليزية]. وتغطي هذه الفئة أيضًا المجموعات ذات الأتباع الصغار،  وذات الألهة المشكوك فيها ومن المثير للاهتمام، وعلى المستوى الفردي للجمعيات الخيرية الدينية، أن متطلبات المنفعة العامة يتم تبريرها من خلال افتراض أنها "تتراكم بعض المنفعة على الجمهور من حضور أماكن عبادة الأشخاص الذين يعيشون في هذا العالم ويختلطون بإخوانهم المواطنين"، والجدير بالذكر أن هذا يستثني الهدايا المقدمة للمجموعات التي لا ترتبط بالجمهور، كما هو الحال في قضية جيلمور ضد كوتس [الإنجليزية].

### أغراض أخرى
لا تحتوي الفئة الرابعة لماكناغتن على فئات فردية خاصة بها فحسب، بل تحتوي أيضًا على مبادئ عامة يتم تطبيقها عندما تسعى هيئة ما إلى الاعتراف بها كمؤسسة خيرية.
وتحتوي أولى هذه "الفئات الفرعية" على صناديق ائتمانية لصالح المرضى وكبار السن؛ أعطت ديباجة قانون 1601 "كبار السن والعجزة والفقراء" كمستفيدين مقبولين من المؤسسة الخيرية، ويجب قراءة هؤلاء المستفيدين المقبولين بشكل فردي؛ وليس هناك شرط لمساعدة كبار السن والعجزة وكذلك الفقراء، ويمكن للمرء حتى استبعاد الفقراء، كما هو الحال في Re Resch's Will Trusts،  التي تعاملت مع مستشفى يفرض رسومًا.
والفئة الفرعية الثانية مخصصة للصناديق الخيرية المتعلقة بالحيوانات. وكما هو الحال مع الجمعيات الخيرية الدينية، فإن الفائدة لا تستمد من الراحة المقدمة للحيوانات، ولكن من "المنفعة الأخلاقية غير المباشرة للبشرية"، مرة أخرى، تستثنى هذا الصناديق الائتمانية التي تعزل المستفيدين عن الجمهور، كما في Re Grove-Grady، حيث سعى الصندوق إلى توفير "ملجأ [للحيوانات].. ليكونوا في مأمن من التحرش والتدمير من قبل الإنسان ".
وعادة ما تجتاز الجمعيات الخيرية بغرض إنشاء محميات للحيوانات اختبار المنفعة العامة على الرغم من ذلك، لأنها لا تستبعد الجمهور تمامًا وغالبًا ما يكون لها قيمة تعليمية.
أما الفئة الفرعية الثالثة فتغطي الصناديق الخيرية لصالح المحليات، لقد تم الاحتفاظ بالأمانة لصالح منطقة ما منذ فترة طويلة فقط لتطبيقها على تلك المنطقة؛ فإن كان غرضه في ذلك المجال خيرياً فهو صحيح، إذا كان سيتم إنفاق الأموال على أغراض غير خيرية، فإن الثقة تفشل، بغض النظر عن حقيقة أنها تنطبق على منطقة معينة. ويمكن اعتبار هذه الفئة من المؤسسات الخيرية صالحة حتى عندما تؤثر فقط على فئة داخل المنطقة المحلية، كما هو الحال في قضية Goodman v Saltash Corporation. يمكن أن ينطبق هذا حتى عندما "تتقلب" الطبقة، كما هو الحال في قانون إعادة كرايستشيرش [الإنجليزية]، حيث كانت الهدية لصالح سكان مجموعة من الأكواخ، أيًا كان هؤلاء السكان.
تعتبر الصناديق الخيرية غير صالحة تاريخيًا إذا كانت تتضمن "تسلية ترفيهية بحتة"، كما هو الحال في قضية لجنة الإنقاذ الدولية ضد جمعية شرطة مدينة جلاسكو الرياضية [الإنجليزية]؛ على الرغم من أن غرض المؤسسة الخيرية كان تحسين كفاءة قوة الشرطة، إلا أن حقيقة أن ذلك يتضمن عنصرًا ترفيهيًا يبطل الثقة. ردًا على هذه القضية ولجنة الإنقاذ الدولية ضد باديلي [الإنجليزية]، وتم إقرار قانون الجمعيات الخيرية الترفيهية لعام 1958، والذي ينص على أنه "يجب أن يعتبر دائمًا عملاً خيريًا لتوفير، أو المساعدة في توفير مرافق للترفيه أو مهن أوقات الفراغ الأخرى، إذا كانت المرافق متوفرة لتحقيق الرعاية الاجتماعية"، ومع ذلك، تحافظ المادة 1 (1) من القانون على ضرورة توفير "المنفعة العامة".
ويحدد القانون أيضًا أنواع الأنشطة التي تخدم "صالح الرعاية الاجتماعية"، موضحًا في المادة 1 (2) أنه عندما يتم توفير المرافق "بهدف تحسين ظروف حياة الأشخاص الذين يخضعون للرعاية الاجتماعية" يتم توفير المرافق في المقام الأول" وفي القسم 1 (2) (أ) "يحتاج هؤلاء الأشخاص إلى هذه المرافق على النحو المذكور أعلاه بسبب شبابهم أو سنهم أو عجزهم أو إعاقتهم أو فقرهم أو ظروفهم الاجتماعية والاقتصادية"، أو حيث "التسهيلات متاحة للأعضاء...للجمهور عامة".
هذا التعريف وقبول الحاجة إلى "المنفعة العامة" يسمح للمحاكم برفض الصناديق الخيرية للأنشطة الترفيهية، كما لو شعرت أن الأنشطة ضارة، يستثني القانون أيضًا الأندية الخاصة، ما لم يندرج أعضاؤها تحت المادة 1 (2) (أ)، المحاكم على استعداد لقبول الصناديق الخيرية للأنشطة الترفيهية إذا كانت تفيد الناس ككل، وليس فقط الأشخاص المشمولين بالقسم 1(2)(أ)، كما في قضية Guild v IRC، حيث ذكر اللورد كيث " والحقيقة هي أن الأشخاص من جميع مناحي الحياة وجميع أنواع الظروف الاجتماعية يمكن أن تتحسن ظروف حياتهم من خلال توفير المرافق الترفيهية ذات الطبيعة المناسبة".

## أغراض غير صالحة

### النشاط السياسي
لا يمكن استخدام الصناديق الخيرية لتعزيز التغييرات السياسية، وقد تم "رفض" الجمعيات الخيرية التي تحاول القيام بذلك من قبل المحاكم، وهناك مبرران لذلك:
الأول هو أنه حتى عندما يُقال إن حملة التغيير السياسي هي لصالح المجتمع، فإنه ليس من اختصاص المحكمة أن تقرر ما إذا كان التغيير سيكون مفيدًا أم لا.
الثاني هو أن المحاكم يجب أن تفترض أن القانون صحيح، وعلى هذا النحو لا يمكنها دعم أي مؤسسة خيرية تحاول تغيير هذا القانون، ويصف الأكاديمي أليستر هدسون هذه الحجة بأنها "ضعيفة بعض الشيء، ولأن القضاة يأخذون على عاتقهم بكل رضا تفسير القوانين والحد منها وتوسيع نطاقها (فضلًا عن التوصية في بعض الأحيان بإنشاء قوانين جديدة لدعم القانون العام)، فمن الغريب أن نرى القضاة خجولين في مواجهة الحجة المطروحة والتي مفادها أنه قد يتم تغيير التشريع".
القضية الرئيسية، جمعية مكافحة التشريح، تضع قاعدة صارمة مفادها أن الجمعيات الخيرية لا يمكنها القيام بحملات سياسية، ومن الأمثلة على صرامة القانون قضية بومان ضد المجتمع العلماني [الإنجليزية]، حيث قيل إنه حتى عندما كانت محاولات إدخال تغييرات على القانون تابعة للأهداف الرئيسية، فإنها لا تزال غير مقبولة، وهناك خط فاصل ويمكن أن تكون الصناديق الخيرية التي تناقش القضايا السياسية صالحة، كما ناقش ذلك هوفمان جوبيتر في قضية المدعي العام ضد روس [الإنجليزية]، تأخذ لجنة المؤسسات الخيرية هذا الخط في الاعتبار في إرشاداتها الرسمية، والتي تسمح للجنة بالنظر في الغرض الأوسع للمنظمة عند تحديد ما إذا كانت تشكل مؤسسة خيرية صالحة.

### تحقيق الربح
لا يمكن لأي منظمة تعمل من أجل الربح أن تكون مؤسسة خيرية؛ وقد تكون المدرسة التي تدفع الرسوم هيئة خيرية فعلى الرغم من الرسوم المدفوعة، لكن ليس إذا تم إدارتها بشكل مباشر لتحقيق الربح، وهذا يستثني أيضًا جمعيات المنفعة حيث تقتصر الفوائد على أولئك الذين قاموا بتمويلها.

### التفرد
يجب أن تكون المؤسسة الخيرية التي يتم إنشاؤها من الهبة خيرية حصريًا؛ فإذا كانت هناك أية أغراض لا تكون خيرية في حد ذاتها، فإن الائتمان يفشل، وينبغي لأدوات الائتمان أن تحدد بشكل مثالي أن الأموال ستستخدم "لأغراض خيرية"، واستخدام كلمات أخرى مثل "نافع" أو "محسن" يؤدي إلى فشل الائتمان، فالكلمات ليست مرادفة للإحسان، ومن الأمثلة على ذلك قرار مجلس الملكة الخاص في قضية المدعي العام لجزر كايمان ضد واهر-هانسن [الإنجليزية]،  حيث رأى المجلس أن الهدايا المقدمة إلى "المنظمات أو المؤسسات التي تعمل من أجل الصالح العام" وتعمل "لصالح البشرية تفشل، لأن التعريف المقدم لم يكن خيريًا حصريًا.
هناك استثناءان لقاعدة التفرد؛ الأغراض التبعية، والانفصال، فعندما يكون الغرض غير الخيري مساعدا ضروريا للغرض الخيري، فإن الائتمان لن يفشل، هذه مسألة درجات، وقد ناقشها سليد جي في قضية ماكغفرن ضد النائب العام [الإنجليزية] ، عندما قال:
يتم التمييز بين تلك الأنشطة غير الخيرية المصرح بها بموجب وثيقة الائتمان والتي تكون مجرد عرضية أو تابعة لغرض خيري وتلك الأنشطة غير الخيرية المصرح بها على هذا النحو والتي تشكل في حد ذاتها جزءًا من غرض الائتمان، وفي الحالة الأخيرة وليس الأولى، فإن الإشارة إلى الأنشطة غير الخيرية ستحرم الائتمان من وضعها الخيري.

## إدارة الصناديق الخيرية
تتم إدارة الصناديق الخيرية في المقام الأول من خلال قانون المؤسسات الخيرية لعام 1993 وقانون المؤسسات الخيرية لعام 2006، وتنقسم على نطاق واسع بين أربع مجموعات؛ المدعي العام لإنجلترا وويلز، والأمناء، ولجنة المؤسسات الخيرية، والوصي الرسمي على المؤسسات الخيرية [الإنجليزية].

### النائب العام والأمناء
كما ذكرنا سابقًا، يمثل النائب العام المستفيدين باعتبارهم آباء الوطن، ويمثلون من جانب التاج، فأي قضية تتعلق بالجمعيات الخيرية ينضم إليها كطرف، ويجوز له التصرف ضد الأمناء في النزاعات، واتخاذ إجراءات لاستعادة الممتلكات من أطراف ثالثة. وتمت مناقشة دوره في قضية بروكس ضد ريتشاردسون،  حيث اقتبست المحكمة نص الممارس تيودور للأعمال الخيرية:
بحكم واجبه كممثل للملك في حماية جميع الأشخاص المهتمين بصناديق الأعمال الخيرية، يعتبر النائب العام، طرفا ضروريا في إجراءات الأعمال الخيرية، ويمثل المصلحة العامة؛ ويترتب على ذلك أنه في جميع الإجراءات التي يجب أن تكون فيها المنظمة أمام المحكمة، يجب أن يكون طرفاً فيها، وهو يمثل جميع عناصر المؤسسة الخيرية، الذين هم في الواقع أطراف من خلاله.
ويلعب أمناء المؤسسات الخيرية الدور المهم التالي، المحددين في المادة 97 من قانون عام 1993 بأنهم الأشخاص الذين يتمتعون بالرقابة العامة وإدارة إدارة المؤسسات الخيرية، ويتمتع أمناء المؤسسات الخيرية بقدر أكبر من الحرية في التصرف مقارنة بالأمناء العاديين، ولكن قانون عام 1993 وضع قيودًا على من يمكن أن يكون أمينًا للمؤسسة الخيرية، تستثني المادة 72 الأشخاص المدانين بجريمة تنطوي على خيانة الأمانة، والمفلسين، والأشخاص الذين تم عزلهم سابقًا من الوصاية الخيرية، والأشخاص الذين تم فصلهم من منصب مديري الشركات.
ويتولى هؤلاء الأمناء المعينون العديد من الواجبات عند إدارة الصندوق، بما في ذلك إبلاغ اللجنة بالتغييرات التي تطرأ على المؤسسة الخيرية أو حلها، وتسجيل المؤسسة الخيرية والاحتفاظ بالحسابات والسجلات المناسبة، لتقديمها سنويًا إلى اللجنة.

### لجنة الأعمال الخيرية
1. زيادة ثقة الجمهور في المؤسسات الخيرية.
2. تعزيز فهم متطلبات المنفعة العامة.
3. زيادة امتثال الأمناء لالتزاماتهم القانونية.
4. تشجيع الاستخدام الفعال للموارد الخيرية.
5. جعل المؤسسات الخيرية أكثر عرضة للمساءلة أمام المانحين والمستفيدين والجمهور.[60]

نشأت مفوضية المؤسسات الخيرية باسم مفوضي المؤسسات الخيرية، والتي تم إنشاؤها بموجب قانون الصناديق الخيرية لعام 1853 [الإنجليزية] لتقديم المشورة للصناديق الخيرية، وتخضع حاليًا وتمارس وظائفها بموجب قانون المؤسسات الخيرية لعام 2011، ولديها خمسة أهداف أساسية:
1. تحديد ما إذا كانت المؤسسات جمعيات خيرية أم لا.
2. تشجيع وتسهيل الإدارة الأفضل للجمعيات الخيرية.
3. تحديد والتحقيق واتخاذ الإجراء المناسب فيما يتعلق بسوء السلوك الواضح أو سوء الإدارة.
4. إصدار شهادات التحصيل العامة فيما يتعلق بالمجموعات الخيرية العامة.
5. توفير المعلومات المتعلقة بمهامها أو أهدافها بما في ذلك الاحتفاظ بسجل محدث.
6. تقديم المعلومات أو المشورة إلى أي وزير من وزراء التاج فيما يتعلق بمهام اللجنة أو تحقيق أهدافها.[61]

وإلى جانب هذه الأهداف، فإن لديها ست وظائف بموجب قانون 2011:
تتمتع مفوضية المؤسسات الخيرية بسلطة إجراء تحقيق في مؤسسة خيرية بموجب المادة 46 من قانون 2011، وإذا اقتنعت بوجود سوء إدارة، يُسمح لها بإيقاف الأمناء أو المسؤولين عن العمل، وتعيين أمناء إضافيين، وإحالة ممتلكات المؤسسة الخيرية إلى السلطات الرسمية، وأمين الجمعيات الخيرية يأمر المدينين أو أصحاب الأموال الخيرية بعدم نقلها إلا بإذنهم. ويمكنهم أيضًا إقالة الأمناء على أساس الإفلاس أو العجز العقلي أو عدم التصرف أو غياب الوصي عن البلاد،كما يحق للمفوضية تعيين أمناء جدد ليحلوا محل الأمناء المقالين، أو حتى زيادة عدد الأمناء.
ويتزامن اختصاص لجنة الأعمال الخيرية مع اختصاص محكمة العدل العليا، تمتلك المحكمة العليا جميع صلاحيات اللجنة، التي لا تمارس صلاحياتها إلا بناءً على طلب المؤسسة الخيرية أو المدعي العام، أو الأمناء والمستفيدين والمهتمين عندما يكون دخل المؤسسة الخيرية أقل من 500 جنيه إسترليني، وتحتفظ المفوضية أيضًا، بموجب المادة 29 من قانون 2011، بسجل للجمعيات الخيرية، بموجب المادة 110 من القانون، تُكلف اللجنة بتقديم المشورة أو الآراء إلى الأمناء فيما يتعلق بأداء أو إدارة مؤسستهم الخيرية، وتعمل المفوضية أيضًا بصفتها الوصي الرسمي على المؤسسات الخيرية [الإنجليزية]، بناءً على توجيهات المفوضية.

### المخططات
يحق لكل من المحكمة العليا ولجنة المؤسسات الخيرية إنشاء خطط لإدارة المؤسسات الخيرية، يمكن أن يحدث ذلك عندما يتم ترك الأموال لغرض خيري غير محدد، أو بدون اقتراح حول كيفية إدارتها، ويمكن استخدام المخطط لتعيين أمناء جدد، إلا عندما تكون هوية الوصي حاسمة لنوايا الموصي، ويمكن أيضًا استخدام المخططات لإصلاح الصعوبات الإدارية الناجمة عن عدم اليقين، أو حتى لفشل الهبة كلياً، ويمكن أيضًا استخدام المخططات، بناءً على طلب الأمناء، لتوسيع صلاحيات الاستثمار أو توحيد الأموال، يجوز للأمناء التقدم بطلب لتغيير الغرض الأساسي من الصندوق، والذي، على الرغم من أنه تم سنه من خلال مخطط، يتبع مبدأ Cy-près.

### عقيدة Cy-pres
- تم الوفاء به إلى أقصى حد ممكن؛ أو لا يمكن تنفيذها، أو لا وفقًا للتوجيهات المعطاة وروح الهبة.
- أو عندما تنص الأغراض الأصلية على استخدام جزء فقط من الممتلكات المتاحة بموجب الهبة.
- عندما تكون الممتلكات المتاحة بموجب الهبة والممتلكات الأخرى المنطبقة لأغراض مماثلة يمكن استخدامها بشكل أكثر فعالية جنبًا إلى جنب، وتحقيقًا لهذه الغاية، يمكن بشكل مناسب، مع مراعاة روح الهدية، وجعلها قابلة للتطبيق على الأغراض المشتركة.
- أو حيث تم تحديد الأغراض الأصلية بالإشارة إلى منطقة كانت في ذلك الوقت ولكنها توقفت عن أن تكون وحدة لغرض آخر، أو بالإشارة إلى فئة من الأشخاص أو إلى منطقة توقفت منذ ذلك الحين لأي سبب من الأسباب أن يكون مناسبًا، مع مراعاة روح الهبة، أو أن يكون عمليًا في إدارة الهبة.
- أو عندما تكون الأغراض الأصلية، كليًا أو جزئيًا، قد تم توفيرها بشكل كافٍ بوسائل أخرى منذ وضعها؛ أو توقفت عن كونها مؤسسة خيرية بموجب القانون، باعتبارها عديمة الفائدة أو ضارة بالمجتمع أو لأسباب أخرى؛ أو توقفت بأي طريقة أخرى عن توفير طريقة مناسبة وفعالة لاستخدام الممتلكات المتاحة بموجب الهدية، فيما يتعلق بالالتزام بروح الهدية.[68]

إن عقيدة السرو هي شكل من أشكال الاختلاف في الائتمان؛ فهو يسمح بتغيير الغرض الأصلي من الائتمان، نشأ هذا المبدأ في القانون الكنسي، ويأتي الاسم كاختصار للكلمة الفرنسية النورماندية cy pres comme ممكن (أقرب ما يمكن)، ويستخدم عادة عندما يفشل الغرض الأصلي من المؤسسة الخيرية، يتم تغيير الغرض إلى أقرب بديل واقعي، قبل قانون الجمعيات الخيرية لعام 1960 [الإنجليزية]، كان موقف "الغرض الفاشل" هذا هو الوقت الوحيد الذي يمكن فيه تطبيق مبدأ السرو؛ ويتطلب أن يكون الغرض الأصلي مستحيلًا أو غير عملي، مع قانون 1960 (التي تم تضمين الأحكام ذات الصلة بها الآن في قانون 1993)، يمكن تطبيق cy-pres عندما تكون الأغراض الأصلية:
- تم الوفاء بها إلى أقصى حد ممكن؛ أو لا يمكن تنفيذها، أو لا وفقًا للتوجيهات المعطاة وروح الهبة.
- أو عندما تنص الأغراض الأصلية على استخدام جزء فقط من الممتلكات المتاحة بموجب الهبة.
- عندما تكون الممتلكات المتاحة بموجب الهبة والممتلكات الأخرى المنطبقة لأغراض مماثلة يمكن استخدامها بشكل أكثر فعالية جنبًا إلى جنب، وتحقيقًا لهذه الغاية، يمكن بشكل مناسب، مع مراعاة روح الهدية، جعلها قابلة للتطبيق على الأغراض المشتركة.
- أو حيث تم تحديد الأغراض الأصلية بالإشارة إلى منطقة كانت في ذلك الوقت ولكنها توقفت عن أن تكون وحدة لغرض آخر، أو بالإشارة إلى فئة من الأشخاص أو إلى منطقة توقفت منذ ذلك الحين لأي سبب من الأسباب أن يكون مناسبًا، مع مراعاة روح الهبة، أو أن يكون عمليًا في إدارة الهبة.
- أو عندما تكون الأغراض الأصلية، كليًا أو جزئيًا، قد تم توفيرها بشكل كافٍ بوسائل أخرى منذ وضعها؛ أو توقفت عن كونها مؤسسة خيرية بموجب القانون، باعتبارها عديمة الفائدة أو ضارة بالمجتمع أو لأسباب أخرى؛ أو توقفت بأي طريقة أخرى عن توفير طريقة مناسبة وفعالة لاستخدام الممتلكات المتاحة بموجب الهدية، فيما يتعلق بالالتزام بروح الهدية.[68]

تم تعديل هذا التعريف بموجب قانون الجمعيات الخيرية لعام 2006 لاستبدال "روح الهبة" بـ "الاعتبارات المناسبة"، والتي يتم تعريفها بأنها "(من ناحية) روح الهبة المعنية، و(من ناحية أخرى) الظروف الاجتماعية والاقتصادية السائدة وقت التغيير المقترح للأغراض الأصلية".
تنقسم حالات الفشل التي تؤدي إلى تقديم طلب للحصول على cy-pres إلى نوعين؛ الفشل اللاحق حيث تفشل الثقة التي تم تشكيلها بشكل صحيح، بعد فترة من العمل، والفشل الأولي، حيث تفشل الثقة عند الإنشاء.
تم تصميم حالات الفشل اللاحقة لاستخدام أموال المؤسسة الخيرية لأغراض أكثر فعالية، وعلى هذا النحو، لا يمكن إعادة الأموال التي تم التبرع بها بالفعل إلى المؤسسة الخيرية إلى أقرب أقرباء الأموال الأصلية؛ في إعادة رايت [الإنجليزية]، قيل أنه "بمجرد تخصيص الأموال بشكل فعال للأعمال الخيرية، يتم استبعاد أقرب أقارب الموصي أو المندوبين المتبقيين إلى الأبد". من ناحية أخرى، تطلب مخططات الفشل الأولي من المحكمة أن تقرر ما إذا كان ينبغي إعادة الهبات إلى تركة الموصي وأقرب أقربائه أو تطبيقها على غرض جديد بموجب cy-pres، وعند تحديد ما إذا كانت الهدية قد فشلت، هناك تمييز بين الهدايا المقدمة إلى الهيئات غير المدمجة والهيئات المدمجة، على النحو المنصوص عليه في وصية ري فيرنون [الإنجليزية]، وذلك لأن الهدايا المقدمة إلى هيئة غير مدمجة يجب أن تعامل على أنها هدايا لغرض تلك الهيئة، وليس للهيئة نفسها، حيث لا يمكن للهيئات الفردية أن تمتلك ممتلكات، وعلى هذا النحو، لا تعود الهبة إلى أقرب الأقرباء لأنه حتى لو انحل الجسد، فإن غرض الهبة (على الأرجح) لا يزال ساريًا.

## الفهرس
- Dollimore، Jean (2007). "The Charities Act 2006: Part 1". Private Client Business. Sweet & Maxwell. ج. 2007 ع. 2. ISSN:0967-229X.
- Edwards، Richard؛ Nigel Stockwell (2007). Trusts and Equity (ط. 8th). Pearson Longman. ISBN:978-1-4058-4684-4.
- Hopkins، Bruce R. (2007). The law of tax-exempt organizations (ط. 9th). John Wiley and Sons. ISBN:0-470-03760-1.
- Hudson، Alastair (2009). Equity and Trusts (ط. 6th). Routledge-Cavendish. ISBN:0-415-49771-X.